# Хитнау
Хитнау (нем. Hittnau) — коммуна в Швейцарии, в кантоне Цюрих.
Входит в состав округа Пфеффикон. Население составляет 3302 человека (на 31 декабря 2007 года). Официальный код — 0173.